# Les Singes du temps
Les Singes du temps est un roman de science-fiction de Michel Jeury, publié en 1974.

## Résumé
Simon Clar est en chronolyse. Il vit dans un temps incertain, sorte d’instant étiré à l’infini. On lui demande son aide pour prendre une décision,.

## Trilogie chronolytique (ou Garichankar)
Ce roman est le deuxième tome de cette série dont les histoires sont indépendantes. Le premier est Le Temps incertain (1973, qui a reçu le Grand prix de l'Imaginaire du meilleur roman francophone en 1974) et le dernier Soleil chaud poisson des profondeurs (1976). Leur première édition a été publiée dans la collection « Ailleurs et Demain » chez l’éditeur Robert Laffont.

## Autour du roman
Les trois romans du cycle sont reliés par la « chronolyse », technique quantique d’appréhension d’un temps psychique désarticulé. Ils s’inscrivent dans le thème de la science-fiction qui amène à percevoir la réalité de façon particulière.

## Éditions françaises
- Robert Laffont, coll. « Ailleurs et Demain », no 31, 1974 (réédition en 1982 et 2009) ;
- Pocket, coll. « Science-fiction / Fantasy », no 5082, 1980 ;
- Le Livre de poche, coll. « Science-fiction », no 7165, 1994.